# The Beatles (album)
The Beatles là album phòng thu thứ 9 của ban nhạc rock người Anh, The Beatles. Để phân biệt, người ta thường gọi album là Album trắng vì toàn bộ phần bìa đĩa của album chỉ có một màu trắng. Album, cả với bản LP lẫn CD, thực tế là một album-kép, bao gồm 30 ca khúc. Album trắng được sản xuất và phát hành năm 1968 bởi George Martin.
Album trắng được thu âm trong một giai đoạn đặc biệt đối với ban nhạc. Trước album, The Beatles đã có vô cùng nhiều thành công tính tới trước năm 1968, đặc biệt với Rubber Soul, Revolver và Sgt. Pepper's Lonely Hearts Club Band. Họ có chuyến đi tới gặp Maharishi Mahesh Yogi ở Ấn Độ vào tháng 3. Quay trở lại Anh, họ bắt đầu quá trình thu âm album từ tháng 5 cho tới tháng 10 năm 1968. Tuy nhiên, lần này, họ có nhiều vấn đề trong việc thu âm. Ringo Starr rời nhóm trong một khoảng thời gian ngắn, buộc Paul McCartney phải chơi trống trong khá nhiều ca khúc. Chưa kể việc George Harrison cũng không hài lòng với thái độ của Paul trong việc đánh giá các sáng tác của các thành viên, dẫn tới việc các bài hát trong album luôn nằm trong tình trạng, hoặc là thu âm solo, hoặc là thu âm bởi vài người trong nhóm. Vậy nên, không nhiều ca khúc của album được thu âm bởi cả bốn thành viên.
Tuy nhiên, Album trắng lại là một sản phẩm vô cùng xuất sắc của The Beatles. Tại Anh và tại Mỹ, album đều nhanh chóng chiếm được vị trí số 1. Album đã bán được khoảng 30 triệu đĩa và được tạp chí Rolling Stone xếp hạng thứ 10 trong danh sách "500 album vĩ đại nhất mọi thời đại". Đây cũng chính là album số 1 trong danh sách "10 album-kép vĩ đại nhất", bình chọn bởi độc giả tạp chí trên vào tháng 1 năm 2014.

## Hoàn cảnh ra đời

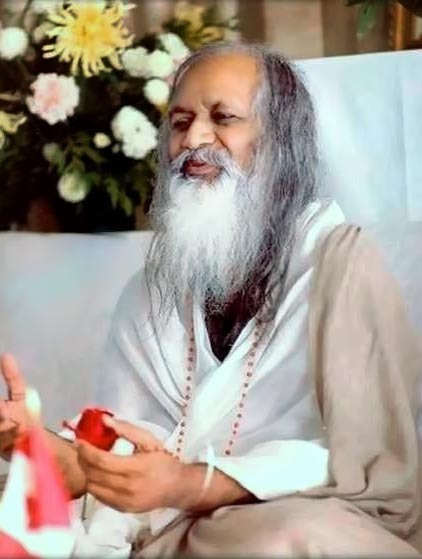
Thiền sư Maharishi Mahesh Yogi

Đây là album đầu tiên của The Beatles sau cái chết của nhà quản lý Brian Epstein, và cũng là album đầu tay thực hiện bởi công ty riêng của nhóm, Apple Records.
Phần nhiều các ca khúc được sáng tác trong quá trình ban nhạc đi thiền với đại sư Maharishi Mahesh Yogi ở Rishikesh, Ấn Độ vào mùa xuân năm 1968. Đây là một chuyến đi thực sự dài mà ban đầu ban nhạc coi là một cách giải phóng tinh thần, "để quên đi mọi thứ", John Lennon nói. Cả Lennon lẫn McCartney nhanh chóng tìm được cảm hứng mới, và thường xuyên "gặp nhau mỗi buổi chiều tại phòng mỗi người" để bàn bạc công việc. "Hãy chú ý tới những gì tôi làm", Lennon thốt lên, "Tôi đang viết những ca khúc hay nhất của mình". Có khoảng 40 ca khúc đã được viết, và 35 trong số đó được thu thử tại Kinfauns, Esher, nhà riêng của George Harrison vào tháng 5 năm 1968.
The Beatles rời Rishikesh trước dự tính, khi Ringo Starr và Paul McCartney trở về Anh trước. Lennon rời Rishikesh chủ yếu về tin đồn rằng Maharishi có quan hệ với em gái của Mia Farrow, người đã đưa nhóm tới chuyến đi này. Ngay sau khi đi, Lennon viết ca khúc có tên "Maharishi", sau này đổi tên thành "Sexy Sadie", trong đó có câu "Maharishi/You little twat". Trong buổi phỏng vấn năm 1980, Lennon thừa nhận: "Tôi gọi ông ta (Maharishi) là Sexy Sadie".
Ban đầu, album có tên là A Doll's House, tuy nhiên vì ban nhạc Family cho ra album Music in a Doll's House cùng năm nên The Beatles buộc phải thay đổi.

## Thu âm và sản xuất
The Beatles thu âm album trong khoảng từ ngày 30 tháng 5 tới ngày 14 tháng 10 năm 1968, chủ yếu tại phòng thu của EMI và đôi khi tại Trident. Tuy nhiên trong quá trình thu âm, nhiều khúc mắc xảy ra giữa những thành viên của nhóm và giữa ban nhạc với đội ngũ cộng tác sản xuất.
Album trắng đánh dấu lần đầu tiên có sự xuất hiện của bạn gái mới của Lennon, Yoko Ono. Kể từ đó, Ono luôn xuất hiện, dù ít hay nhiều, trong mọi quá trình thu âm của The Beatles. Tuy nhiên, việc ưu tiên này lại khiến cho các thành viên khác cảm thấy không hài lòng, do ảnh hưởng của họ lại khá hạn chế: những người đó bao gồm Francie Schwartz – bạn gái của McCartney lúc đó, cùng với những người vợ của 2 thành viên còn lại, Pattie Harrison và Maureen Starr.
Mark Lewisohn kể lại rằng The Beatles chỉ dành đúng 24 tiếng cuối cùng của khoảng thời gian cho phép thực hiện album để hoàn chỉnh việc chỉnh âm và phối âm. Quá trình này được thực hiện bởi Lennon, McCartney và nhà sản xuất George Martin.

### Bất đồng trong phòng thu

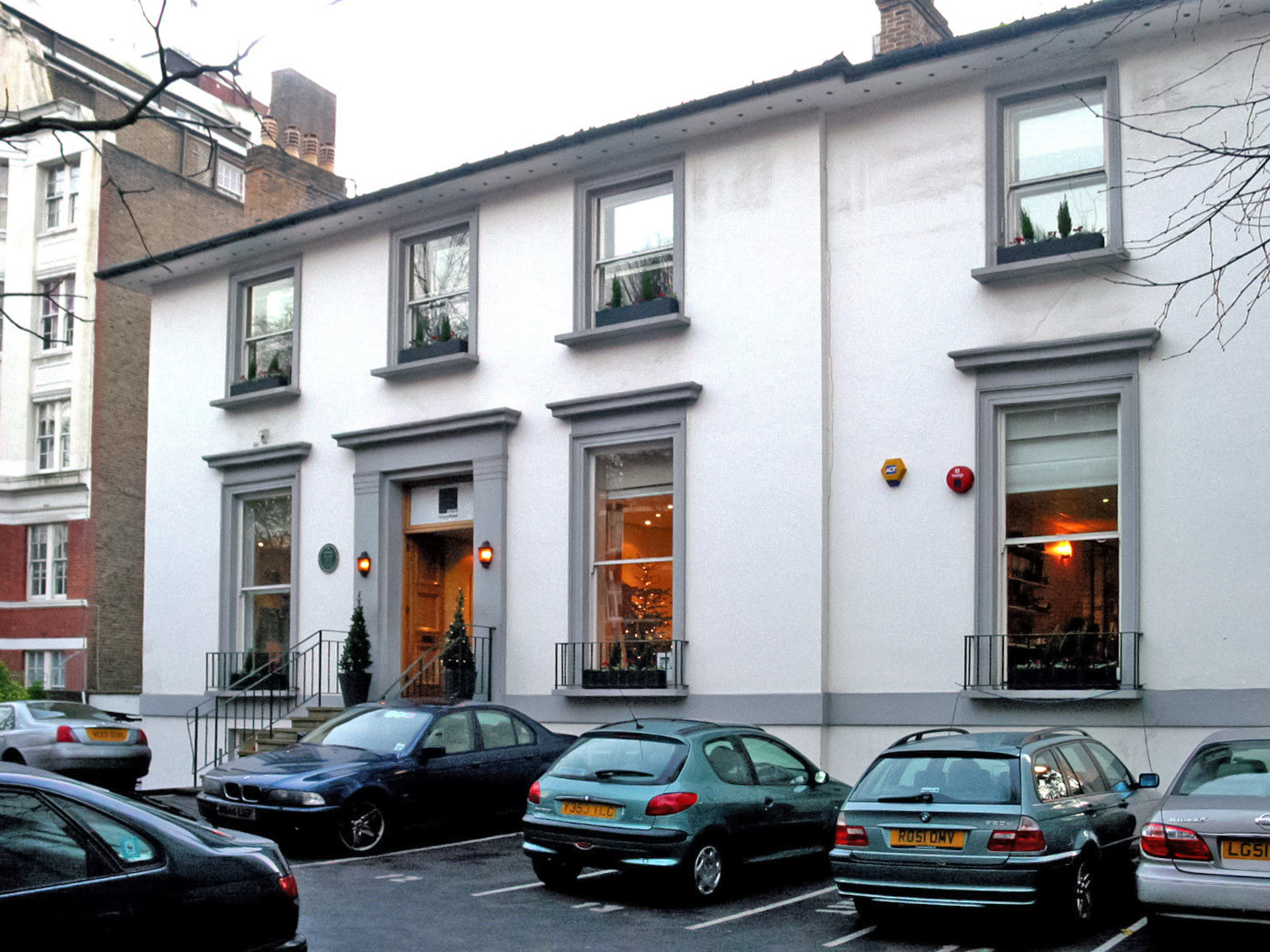
Phòng thu Abbey Road

Các bất đồng ngày một lớn giữa các thành viên, tới mức họ cũng không thể thống nhất được một cái tên cho album hoàn chỉnh. Những chuyện bên lề làm trầm trọng thêm các mối bất đồng, hơn bất kể các giai đoạn nào trước đó của ban nhạc. Đôi lúc, McCartney thực hiện thu âm ở một phòng thu riêng biệt còn Lennon thì thu âm ở một nơi khác, và mỗi người lại có những kỹ thuật viên riêng. Đỉnh điểm của giai đoạn này là khi George Martin, người phụ trách chuyên môn chính của The Beatles, cảm thấy không thể giải quyết được mọi chuyện và thực hiện chuyến đi nghỉ dài, để Chris Thomas là người phụ trách ban nhạc. Trong buổi thu âm ca khúc "Helter Skelter", Harrison còn bực tức ra khỏi phòng thu, tới mức không để ý rằng điếu thuốc còn đang bốc cháy trên đầu của anh.
Rất lâu sau khi hoàn thiện album, Martin mới trả lời phỏng vấn rằng quan hệ giữa ông và The Beatles đã thay đổi rất nhiều kể từ Album trắng. Ngày 16 tháng 7, Geoff Emerick – kỹ thuật viên chính của ban nhạc kể từ Revolver – tuyên bố không hợp tác với họ nữa và rời khỏi dự án.
Câu chuyện chưa dừng lại ở đó. Ngày 22 tháng 8, Starr rời khỏi phòng thu khi cho rằng đóng góp của anh không được coi trọng bằng các thành viên còn lại, và anh cũng thực sự chán nản vì các buổi thu âm kéo dài một cách vô lý. Lennon, McCartney và Harrison đều tha thiết mời Starr trở lại, và sau 2 tuần, Ringo đã quay lại phòng thu. Tại đây, anh được thấy dàn trống của mình được trang trí bởi với hoa đỏ, trắng và xanh như một lời chào mừng thành tâm từ Harrison. Công cuộc hòa giải chỉ mang tính tạm thời, và đó là "hàng năm tháng đau khổ", theo lời của chính Starr.
Sau khi Album trắng được phát hành, cả Harrison lẫn Lennon đều tuyên bố không chính thức sẽ rời khỏi ban nhạc. McCartney nói dự án của album đã thay đổi hoàn toàn tương lai của The Beatles. Anh nói: "Thế giới luôn có những vấn đề của nó, còn chúng tôi thì chưa từng. Đó là điều tuyệt vời nhất, cho tới khi chúng tôi đề cập tới chuyện tan rã, như khi thu âm Album trắng vài lúc khác, kể cả khi trong phòng thu có nhiều khúc mắc lớn hơn."

### Nhạc công bất đắc dĩ
Theo Mark Lewisohn, McCartney đã phải chơi trống trong "Dear Prudence" khi Starr đã rời nhóm trước đó. Lewisohn cũng bổ sung rằng trong "Back in the U.S.S.R.", các Beatle còn lại đã phải luân phiên chơi trống và bass, với kết quả là bài hát là một bản ghép từ những phần thu của Lennon với McCartney và/hoặc Harrison.

### Những nghệ sĩ khách mời
Tay guitar trẻ Eric Clapton được Harrison mời tới thu âm trong ca khúc "While My Guitar Gently Weeps". Ban đầu, Eric vô cùng sửng sốt trước lời đề nghị của George, song cuối cùng anh vẫn bị thuyết phục. Trong The Beatles Anthology, Harrison nói sự có mặt của Clapton làm giảm sự căng thẳng giữa các thành viên trong phòng thu. Để cảm ơn, Harrison đã sáng tác ca khúc "Badge" cho ban nhạc Cream của Clapton dưới nghệ danh L'Angelo Misterioso. Eric Clapton và George Harrison sau này trở thành những người bạn thân, không chỉ trong âm nhạc mà cả trong cuộc sống.
Ngoài Eric Clapton, Nicky Hopkins cũng được mời chơi piano trong "Revolution 1". Hopkins cũng là người chơi piano trong vài ca khúc khác. Ngoài ra có dàn kèn cor được sử dụng trong "Revolution 1" và Savoy Truffle. Cũng có Jack Fallon chơi violon trong "Don't Pass Me By". Dàn nhạc dây, chỉ huy bởi George Martin, được sử dụng trong ca khúc "Good Night".

### Cải tiến kỹ thuật
Album trắng là bước đệm cho ban nhạc chuyển từ máy thâu 4-băng sang dạng 8-băng. Khi quá trình thu âm bắt đầu, Abbey Road Studios đã có chiếc máy 8-băng song chưa sử dụng, và chiếc máy phải nằm trong phòng lưu trữ nhiều tháng sau. Sau vài buổi thu âm và thử nghiệm kéo dài hàng tháng, EMI cũng quyết định đem nó vào phòng thu. The Beatles đã ghi âm "Hey Jude" và "Dear Prudence" tại Trident Studios ở trung tâm London với chiếc máy thâu 8-băng này. Khi biết điều đó, 2 kỹ thuật viên Ken Scott và Dave Harries đã mang chiếc máy tới phòng thu số 2 tại Abbey Road Studios mà chưa có được bất kỳ sự cho phép nào.

## Sáng tác
Hầu hết các bài hát của The Beatles đều do Lennon-McCartney viết. Với Album trắng, mỗi thành viên đều cố gắng khai thác mọi tiềm năng sáng tác của riêng mình, thể hiện chúng một cách rõ nhất như để sẵn sàng cho sự nghiệp solo sau này. Một số ca khúc sáng tác trong thời kỳ này của các Beatle được phát hành trong các album solo về sau, trong đó có thể kể tới, "Look At Me" và "Child of Nature" (sau đổi tên thành "Jealous Guy") của John Lennon, "Junk" và "Teddy Boy" của Paul McCartney, "Not Guilty" và "Circles" của George Harrison.
Nhiều ca khúc trong album phỏng theo những phong cách đã lỗi thời, như dance-hall của những năm 30 ("Honey Pie"), hòa nhạc cổ điển ("Piggies"), avant-garde của Yoko Ono và Johnny Cage ("Revolution 9"), nhạc đồng quê ("Don't Pass Me By"), nhạc nhẹ phương Đông ("Rocky Raccoon"), và phong cách nhạc hòa tấu của Henry Mancini ("Good Night"). Trong hoàn cảnh nhạc pop cho tới lúc đó vẫn bị trộn lẫn và pha tạp từ nhiều yếu tố, những thay đổi của album nhận được những đánh giá và phê bình rất khác nhau. "Revolution 9", một ca khúc dài tới 8:30, là một trong những ví dụ điển hình nhất.
Cây đàn guitar acoustic là nhạc cụ duy nhất theo ban nhạc tới Ấn Độ, nên hầu hết các ca khúc đều được viết cho cây đàn này. Một vài ca khúc trong số này, có thể kể tới "Rocky Raccoon", "Blackbird", "Julia", "Cry Baby Cry", "I Will" và "Mother Nature's Son", vẫn được giữ nguyên với ý tưởng ban đầu và được thu âm trong phòng thu của các Beatle, hoặc là solo hoặc là chỉ với một phần ban nhạc.

### Các sáng tác ngoài album
Rất nhiều ca khúc được thâu trong thời kỳ này nhưng nằm trong các album solo, có thể kể tới "Not Guilty" và "Soul Milk Sea" của Harrison, "What's the New Mary Jane", "Child of Nature" (sau đổi tên thành "Jealous Guy"), "Jubilee" (sau đổi tên thành "Junk") và "Etcetera" của McCartney.
Những ca khúc khác bao gồm "Mean Mr. Mustard" và "Polythene Pam" (album Abbey Road năm 1969 của The Beatles) sáng tác đều của Lennon; "The Long and Winding Road" (album Let It Be của 1970 của The Beatles) của McCartney; "Something" (album Abbey Road năm 1969 của The Beatles) của Harrison.
Ca khúc "Revolution 1 (Take 20)", vốn chưa từng được biết tới, được nằm trong ấn bản 2009 thực tế là đoạn nối giữa "Revolution" và avant-garde của "Revolution 9".
Các bản thâu của "Not Guilty", "What's The New Mary Jane", "Teddy Boy" và demo của "Junk" từ Album trắng, đều xuất hiện trong album Anthology 3 phát hành năm 1996.

### Đĩa đơn
"Hey Jude" là một đĩa đơn rất đặc biệt vì nó không nằm trong bất kể LP nào. Thực tế, nó được thực hiện trong khoảng 3 tháng trước khi phát hành Album trắng. "Revolution" nằm ở mặt B của "Hey Jude" là bản alternative của "Revolution 1" của Album trắng. Lennon muốn "Revolution" được phát hành theo dạng đĩa đơn, song 3 thành viên còn lại không đồng ý do ca khúc quá chậm. Một bản thu với tốc độ nhanh hơn có phần solo của Nicky Hopkins vì thế được thực hiện để cho vào "Hey Jude". Đĩa đơn này là đĩa đơn đầu tiên mà The Beatles phát hành kể từ ngày thành lập công ty của riêng họ, Apple Records. Đây là đĩa đơn thành công nhất của ban nhạc với khoảng 5 triệu bản được bán trong năm 1968 và tới tận 7,5 triệu bản tính tới tháng 10 năm 1972.

## Phát hành
Album trắng là sản phẩm đầu tiên của Apple Records và là một album kép. Nhà sản xuất George Martin nói ông phản đối ý tưởng thực hiện một album kép, thay vào đó là việc làm một khối công việc lớn hơn với lượng lớn các ca khúc và đĩa đơn, tuy nhiên ban nhạc đã không đồng ý. Trong bài phỏng vấn ở The Beatles Anthology, Starr nói anh nghĩ ban nhạc hoàn toàn có thể phát hành 2 album riêng biệt (The White Album và The Whiter Album). Harrison thấy rằng vài ca khúc chỉ xứng đáng là một bài hát thường, song lại "có quá nhiều cái tôi trong ban nhạc". Anh vì thế ủng hộ ý tưởng cho album kép để dễ dàng giải quyết những khúc mắc tồn đọng trong nhóm. McCartney trái lại nói rằng điều đó cũng không phải tồi, và sự đa dạng của các ca khúc chính là điểm đặc trưng của album.

### Bản mono
Album trắng là album cuối cùng của The Beatles thực hiện chỉ duy nhất kiểu thu mono mix chỉ có ở Anh và một vài nước khác. Chỉ có "Revolution 1" và "Revolution 9" là 2 ngoại lệ trên tổng số 30 ca khúc. Các bản mono nghe hoàn toàn khác bản stereo, chẳng hạn ca khúc "Helter Skelter", khi đoạn fade-in và fade-out đều bị loại bỏ. Bản mono của "Yer Blues" có đoạn fade-out dài hơn bản stereo.
Trong các album sau đó của ban nhạc (trừ Yellow Submarine bản tại Anh) đôi khi có bản phát hành mono tại một số quốc gia (chẳng hạn ở Brasil), nhưng chúng – Yellow Submarine, Abbey Road và Let It Be – thường có các đoạn mono xen vào các bản stereo dài.
Ở Mỹ, mono vốn là định dạng chính; bản phát hành Album trắng tại Mỹ là ấn bản đầu tiên của The Beatles theo định dạng stereo.
Bản mono của Album trắng được phát hành trên toàn thế giới vào ngày 9 tháng 9 năm 2009, trong ấn bản The Beatles in Mono.

### Bìa đĩa

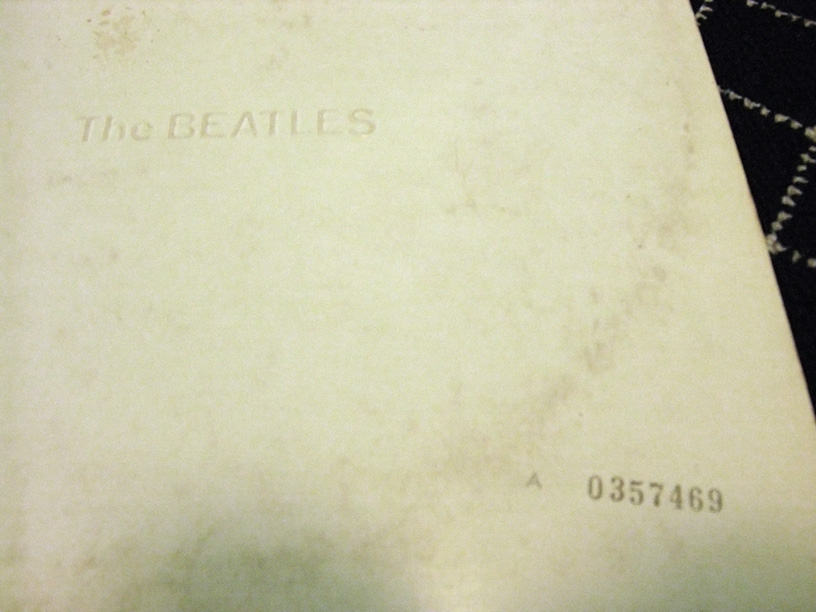
Phần bìa của album nhìn cận cảnh

Phần bìa đĩa được thiết kế bởi Richard Hamilton. Thiết kế của Hamilton tương phản hoàn toàn với thứ màu sắc sặc sỡ của Peter Blake dùng cho Sgt. Pepper's Lonely Hearts Club Band khi chỉ sử dụng một màu trắng thuần khiết. Tên ban nhạc được giập nổi ở phần giữa chếch ở góc phải dưới, kèm với đó là số serie, "để tạo một sự thật mỉa mai về một tác phẩm có tận 5 triệu bản" – Harrison nói. Theo Hamilton, bìa đĩa mang hơi hướng của nghệ thuật đương đại. Bản vinyl sau đó phát hành ở Mỹ có phần tên được in màu ghi. Các ấn bản đầu tiên dưới dạng CD cũng đều được đánh số, sau đó các bản phát hành sau in phần dập nổi màu đen hoặc ghi. Ấn bản CD nhân dịp kỷ niệm 30 năm phát hành album sử dụng màu gốc của năm 1968, với phần tên và serie dập nổi, kèm với đó là hình của vài poster và ảnh chỉnh sửa lại.
Bản phát hành tại New Zealand được mở ở phía trên chứ không phải ở bên phải như bình thường, và số serie bắt đầu từ số 10,000.
Bên trong album còn có các poster, lời các ca khúc vài bức ảnh chụp bởi John Kelly vào mùa thu năm 1968. Đây là album duy nhất của The Beatles mà các thành viên không xuất hiện ở phần bìa.
Băng từ của album, cát-xét không có ảnh bìa tương tự mà là 4 bức ảnh của Kelly với sự tương phản mạnh của 2 màu đen trắng (không có màu ghi).
Mùa thu năm 1978, nhân kỷ niệm 10 năm phát hành album, EMI phát hành lại Album trắng với màu trắng gốc nhưng chỉ với 150.000 ấn bản. Năm 1981, MFSL thực hiện một ấn bản chỉnh âm đặc biệt chi tiết theo tốc độ bằng nửa bản gốc. Bản chỉnh âm tạo nên một vinyl ở chất lượng rất cao.
Bìa đĩa ban đầu được chọn là bức tranh ban nhạc được vẽ bởi John Byrne. Nó sau này được sử dụng làm bìa album The Beatles' Ballads phát hành năm 1980.

## Danh sách ca khúc
Tất cả các ca khúc được viết bởi Lennon-McCartney, những sáng tác khác được ghi chú bên cạnh.
| Mặt A | Mặt A                                            | Mặt A              | Mặt A      |
| STT   | Nhan đề                                          | Hát chính          | Thời lượng |
| ----- | ------------------------------------------------ | ------------------ | ---------- |
| 1.    | "Back in the U.S.S.R."                           | McCartney          | 2:43       |
| 2.    | "Dear Prudence"                                  | Lennon             | 3:56       |
| 3.    | "Glass Onion"                                    | Lennon             | 2:17       |
| 4.    | "Ob-La-Di, Ob-La-Da"                             | McCartney          | 3:08       |
| 5.    | "Wild Honey Pie"                                 | McCartney          | 0:52       |
| 6.    | "The Continuing Story of Bungalow Bill"          | Lennon và Yoko Ono | 3:14       |
| 7.    | "While My Guitar Gently Weeps" (George Harrison) | Harrison           | 4:45       |
| 8.    | "Happiness Is a Warm Gun"                        | Lennon             | 2:43       |

| Mặt B | Mặt B                                | Mặt B     | Mặt B      |
| STT   | Nhan đề                              | Hát chính | Thời lượng |
| ----- | ------------------------------------ | --------- | ---------- |
| 1.    | "Martha My Dear"                     | McCartney | 2:28       |
| 2.    | "I'm So Tired"                       | Lennon    | 2:03       |
| 3.    | "Blackbird"                          | McCartney | 2:18       |
| 4.    | "Piggies" (Harrison)                 | Harrison  | 2:04       |
| 5.    | "Rocky Raccoon"                      | McCartney | 3:33       |
| 6.    | "Don't Pass Me By" (Richard Starkey) | Starr     | 3:51       |
| 7.    | "Why Don't We Do It in the Road?"    | McCartney | 1:41       |
| 8.    | "I Will"                             | McCartney | 1:46       |
| 9.    | "Julia"                              | Lennon    | 2:54       |

| Mặt C | Mặt C                                                       | Mặt C               | Mặt C      |
| STT   | Nhan đề                                                     | Hát chính           | Thời lượng |
| ----- | ----------------------------------------------------------- | ------------------- | ---------- |
| 1.    | "Birthday"                                                  | McCartney và Lennon | 2:42       |
| 2.    | "Yer Blues"                                                 | Lennon              | 4:01       |
| 3.    | "Mother Nature's Son"                                       | McCartney           | 2:48       |
| 4.    | "Everybody's Got Something to Hide Except Me and My Monkey" | Lennon              | 2:24       |
| 5.    | "Sexy Sadie"                                                | Lennon              | 3:15       |
| 6.    | "Helter Skelter"                                            | McCartney           | 4:29       |
| 7.    | "Long, Long, Long" (Harrison)                               | Harrison            | 3:04       |

| Mặt D | Mặt D                      | Mặt D                                                    | Mặt D      |
| STT   | Nhan đề                    | Hát chính                                                | Thời lượng |
| ----- | -------------------------- | -------------------------------------------------------- | ---------- |
| 1.    | "Revolution 1"             | Lennon                                                   | 4:15       |
| 2.    | "Honey Pie"                | McCartney                                                | 2:41       |
| 3.    | "Savoy Truffle" (Harrison) | Harrison                                                 | 2:54       |
| 4.    | "Cry Baby Cry"             | Lennon và McCartney                                      | 3:02       |
| 5.    | "Revolution 9"             | Giọng nói từ Lennon, Harrison, George Martin và Yoko Ono | 8:22       |
| 6.    | "Good Night"               | Starr                                                    | 3:11       |

## Đón nhận của công chúng
Album dễ dàng vươn lên đầu của các bảng xếp hạng vào cuối năm 1968. Sgt. Pepper's Lonely Hearts Club Band, album phát hành vào năm 1967 của ban nhạc cũng từng có niềm vui tương tự với nhiều thành công về thương mại, chuyên môn cũng như những ảnh hưởng lâu dài tới văn hóa nhạc Pop. Tờ Time đã từng viết về Sgt. Pepper như "bước ngoặt cho sự phát triển của âm nhạc" thì Timothy Leary cũng viết về Album trắng, như "một món quà đặc biệt từ Chúa, khi họ có những khả năng đặc biệt khai sáng nhân loại". Sau khi album đem lại những thành công vang dội, The Beatles phải đối mặt với hàng loạt những câu hỏi, trong đó có việc họ sẽ làm thế nào để vượt qua chính sự thành công này. Album tiếp theo của họ, Magical Mystery Tour là câu trả lời thỏa đáng nhất khi ban nhạc thể hiện một thứ âm nhạc hòa lẫn giữa tuổi trẻ và sự trưởng thành, thứ mà The Beatles luôn cố gắng thể hiện trong thời kỳ này.

### Đánh giá
| Đánh giá chuyên môn | Đánh giá chuyên môn |
| Nguồn đánh giá      | Nguồn đánh giá      |
| Nguồn               | Đánh giá            |
| ------------------- | ------------------- |
| Allmusic            | [ 21 ]              |
| Blender             | [ 30 ]              |
| The Daily Telegraph | [ 31 ]              |
| Pitchfork Media     | (10/10)             |
| PopMatters          | [ 33 ]              |
| Slant Magazine      | [ 34 ]              |

Hầu hết các đánh giá về album đều rất tích cực. Tony Palmer của tờ The Observer viết khá ngắn gọn: "Nếu còn phải nghi ngờ rằng liệu có phải Lennon và McCartney là những người viết nhạc xuất sắc nhất kể từ thời của Schubert, thì [Album trắng] đã cho thấy những di sản cuối cùng của âm nhạc rẻ tiền cùng những định kiến tư sản đều đã bị cuốn trôi theo một thứ âm nhạc tươi vui." Richard Goldstein viết trên tờ The New York Times số ngày 8 tháng 12 năm 1968 nói về album như một "thành công tuyệt đỉnh". Trong khi đó Nik Cohn cho rằng album "không thể nhảm hơn" và miêu tả rằng "hơn một nửa số ca khúc" chứa đựng "sự tầm thường dễ thấy". Alan Smith trong bài viết "The Brilliant, the Bad, and the Ugly" trên tờ NME nói "Revolution 9" là "một sự khoe khoang ngu ngốc", kèm với đó là câu "Cầu Chúa bên các ông, Beatles!" cho hầu hết các ca khúc còn lại của album. The New Rolling Stone Album Guide ủng hộ album song vẫn phê bình rằng nó chứa đựng "khá nhiều những bê bối", và "Revolution 9" là một sản phẩm của "trí tuệ bị bôi bẩn", cùng với đó nhấn mạnh rằng với bản CD phát hành, những người sở hữu máy kỹ thuật số có những lợi thế hơn hẳn trong việc bỏ qua những ca khúc nhảm so với những đối tượng ban đầu của ban nhạc.
Một số nhà phê bình cho rằng tính nhỏ lẻ của các ca khúc lại tạo nên tiếng vang cho album. Stephen Thomas Erlewine viết cho Allmusic: "Mỗi ca khúc trong album-kép của The Beatles thực sự lung linh, như thể ban nhạc có thể chạm vào mọi thứ mà họ muốn. Điều đó tạo nên một kỷ lục chưa từng có của lịch sử âm nhạc, tùy theo quan điểm của bạn, nhưng thứ làm cho Album trắng trở nên cuốn hút lại chính là mớ hỗn độn của nó."
Tạp chí Slant đánh giá: "(Album) đã cho thấy rằng dường như văn hóa Pop có ảnh hưởng sâu đậm tới cả một luồng thế hệ/chính trị mà nó quan tâm tới. Có thể vì nó thể hiện rõ The Beatles theo góc nhìn rằng âm nhạc của họ không thể che giấu được những bất đồng giữa John, Paul, George và Ringo, hoặc cũng có thể rằng nó được phát hành ở phía cuối của những ngày trăng mật của thế hệ, mà xin mượn câu thơ của Yeats, tính đồng nhất chắc chắn không thể được bảo toàn... Dù bởi bất kể lý do gì, Album trắng vẫn là một trong số vài album của Fab Four chống lại các quan điểm tôn giáo, thứ đang khiến xã hội bị phân hóa mạnh mẽ. Điều đó giúp album trở nên tươi mát và đầy bất ngờ."
Từ năm 1997, Album trắng luôn nằm trong số những album xuất sắc nhất mọi thời đại. Năm 2008, tờ L'Osservatore Romano của Vatican viết: "40 năm trước, album này tạo nên một cung cách nghe nhạc kỳ lạ: 30 ca khúc có thể được nghe lần lượt cùng lúc, và một vài trong số đó là những viên ngọc mà ngày nay không ai tìm được thứ tương tự." Tờ báo cũng cho rằng album là một "sự sáng tạo tuyệt đỉnh" của The Beatles, cùng với đó là so sánh album vô cùng gần gũi với âm nhạc đương đại và cho rằng "trải nghiệm mà The Beatles đem lại là thực sự hiếm có".

### Ảnh hưởng văn hóa
Ian MacDonald, trong cuốn sách Revolution in the Head, nói rằng album chứa đựng những thông điệp ngầm mà ban nhạc muốn gửi tới người hâm mộ, một cách rất chủ ý thậm chí là nguy hiểm, kèm với đó là đoạn trích trong ca khúc "Glass Onion" ("the walrus was Paul") và "Piggies" ("what they need's a damn good whacking"). Những tuyên bố của họ xuất hiện cùng với những câu hỏi chính của người hâm mộ lúc đó, khi mà giới trẻ vẫn sử dụng chất kích thích thường xuyên và chờ đợi những lời khuyên của The Beatles về tinh thần, chính trị, v.v. Steve Turner trong cuốn sách A Hard Day's Write, cho rằng với album này, "The Beatles đã thử hướng họ về những cách hiểu sai bằng cách trộn lẫn ngôn ngữ của thơ ca và thứ ngôn ngữ vô nghĩa." Cùng thời, các ca khúc của Bob Dylan vốn ẩn chứa nhiều nghĩa sâu lắng, song những ca từ của Album trắng thực sự vô cùng khác biệt.
Dù rằng Lennon thể hiện mối quan tâm sâu sắc về chính trị qua "Revolution 1", song những thông điệp mà ca khúc đề cập tới đôi khi không hẳn là chủ ý của tác giả. Trong bài hát, Lennon nói rằng sự tàn phá ("talk about destruction") khiến anh bị bỏ rơi ("count me out"). MacDonald nói rằng, Lennon đã hát là "out" trong khi phần lời gốc là "in" ("count me in" lại có nghĩa là được tin tưởng). Khi album được phát hành, "Revolution" được coi là bản tuyên ngôn của Lennon rằng chiến tranh vì một lý do chính trị nào đó có thể được chấp nhận. Trong lúc mà có hàng loạt biểu tình và bạo động ở Paris cũng như Berkeley, lời ca khúc lại thể hiện một quan điểm khá trái ngược của Lennon, điều đã gây ra khá nhiều tranh luận vào thời điểm đó.
Charles Manson bị ám ảnh bởi album và lập ra "kế hoạch Helter Skelter" rùng rợn. Kẻ sát nhân cho rằng album là một lời gợi ý tới những cuộc chiến kéo dài và những ảnh hưởng xấu tới sức khỏe người dân.
Tháng 10 năm 1969, đài phát thanh của Detroit nói họ khám phá ra một sự thật, rằng Paul McCartney đã chết trong quá trình thực hiện Album trắng và ban nhạc đã tìm được một người có ngoại hình giống hệt. Tin đồn này được lan truyền nhanh chóng và đã khiến The Beatles phải vất vả chứng minh điều ngược lại.

## Xếp hạng
Đây là album đầu tiên sau tận gần 18 tháng của The Beatles (tính từ sau Sgt. Pepper) cho thấy sự công phu mà ban nhạc dành cho nó. Ngày 1 tháng 12 năm 1968, Album trắng vươn lên đứng đầu tại Anh. Đây là album thứ ba của The Beatles có được vinh dự này (sau Help! và Revolver). Album đứng đầu trong 7 tuần, trước khi bị rơi xuống vị trí thứ hai bởi album Best of the Seekers vào ngày 25 tháng 1 năm 1969, rồi có thêm một tuần đứng đầu nữa ngay sau đó. Album cũng chỉ có thêm 4 tuần trong Top 10, ngắn ngủi hơn nhiều so với Sgt. Pepper. Album còn ở trong bảng xếp hạng cho tới khi phát hành album tiếp theo của nhóm, Yellow Submarine (album cũng leo lên vị trí số 3 vào ngày 8 tháng 2 năm 1969, thời điểm mà Album trắng cũng đang giữ vị trí số 2). Tổng cộng, Album trắng có 24 tuần trong bảng xếp hạng UK Albums Chart, một con số vô cùng nhỏ bé so với hơn 200 tuần của Sgt. Pepper's Lonely Hearts Club Band.
Ở Mỹ, album cũng dễ dàng có được những thành công thương mại, khi bắt đầu ở vị trí số 11, rồi số 2 và có được vị trí số 1 chỉ sau 3 tuần. Album có tổng cộng 9 tuần ở vị trí đầu tiên. Tổng cộng, Album trắng có tận 155 tuần trong Billboard 200. Theo RIAA, đây là album bán chạy nhất của The Beatles tại Mỹ, với 19 lần được xếp hạng Bạch kim, cùng với đó là 10 lần được trao album-bán-chạy-nhất.

## Thành phần tham gia sản xuất
The Beatles
- George Harrison – hát chính, hát bè và hát nền; lead guitar, guitar nền (guitar điện và acoustic), bass (4 và 6 dây), Hammond organ, trống và các nhạc cụ giữ nhịp khác (sắc xô, chuông, tay vỗ, giọng) và hiệu ứng âm thanh[12].
- John Lennon – hát chính, hát bè và hát nền; lead guitar, guitar nền (guitar điện và acoustic), bass (4 và 6 dây); piano điện và piano mộc, harmonium, mellotron; trống và các nhạc cụ giữ nhịp khác (sắc xô, chuông, tay vỗ, giọng); harmonica, saxophone, huýt sáo; băng và hiệu ứng âm thanh[12].
- Paul McCartney – hát chính, hát bè và hát nền; lead guitar, guitar nền (guitar điện và acoustic), bass (4 và 6 dây); piano điện và piano mộc, Hammond organ; trống định âm, tay vỗ, sắc xô, trống trong "Back to U.S.S.R." và "Dear Prudence"; kèn hơi; băng và hiệu ứng âm thanh[12].
- Ringo Starr – trống và các nhạc cụ giữ nhịp khác (sắc xô, tay vỗ, giọng, chiêng, trống bongo, maracas); piano điện và chuông chùm trong "Don't Pass Me By"; hát nền trong "The Continuing Story of Bungalow Bill", hát chính trong "Don't Pass Me By" và "Good Night"[12].

Các nghệ sĩ khách mời
- Eric Clapton – lead guitar trong "While My Guitar Gently Weeps"[15].
- Mal Evans – hát nền và tay vỗ trong "Dear Prudence"[50], tay vỗ trong "Birthday"[51], kèn trong "Helter Skelter"[52].
- Jack Fallon – violin trong "Don't Pass Me By"[53].
- Pattie Harrison – hát nền trong "Birthday"[51].
- Jackie Lomax – hát nền và tay vỗ trong "Dear Prudence"[50].
- Maureen Starkey – hát nền trong "The Continuing Story of Bungalow Bill"[54].
- Yoko Ono – hát nền, hát chính đoạn ngắn trong "The Continuing Story of Bungalow Bill"[54], hát nền trong "Birthday"[51], băng, giọng nói và hiệu ứng âm thanh trong "Revolution 9"[55].

Các nghệ sĩ khác
- Ted Barker – trombone trong "Martha My Dear"[56].
- Leon Calvert – trumpet và flugelhorn trong "Martha My Dear"[56].
- Henry Datyner, Eric Bowie, Norman Lederman, và Ronald Thomas – violin trong "Glass Onion"[57].
- Bernard Miller, Dennis McConnell, Lou Soufier và Les Maddox – violin trong "Martha My Dear"[56].
- Reginald Kilby – cello trong "Glass Onion"[57] và "Martha My Dear"[56].
- Eldon Fox – cello trong "Glass Onion"[57].
- Frederick Alexander – cello trong "Martha My Dear"[56].
- Harry Klein – saxophone trong "Savoy Truffle"[58] và "Honey Pie"[59].
- Dennis Walton, Ronald Chamberlain, Jim Chest, và Rex Morris – saxophone trong "Honey Pie"[59].
- Raymond Newman và David Smith – clarinet trong "Honey Pie"[59].
- Art Ellefson, Danny Moss, và Derek Collins – tenor saxophone trong "Savoy Truffle"[58].
- Ronnie Ross và Bernard George – baritone saxophone trong "Savoy Truffle"[58].
- Alf Reece – tuba trong "Martha My Dear"[56].
- Mike Sammes – hát nền trong "Good Night"[60].
- Stanley Reynolds và Ronnie Hughes – trumpet trong "Martha My Dear"[56].
- Tony Tunstall – kèn cor trong "Martha My Dear"[56].
- John Underwood và Keith Cummings – viola trong "Glass Onion"[57].
- Leo Birnbaum và Henry Myerscough – viola trong "Martha My Dear"[56].

Sản xuất
- Geoff Emerick – kỹ thuật viên[47], tiếng nói trong "Revolution 9"[61].
- George Martin – sản xuất và chỉnh âm[47]; hòa âm và điều khiển dàn nhạc[47], piano trong "Rocky Raccoon"[62].
- Ken Scott – kỹ thuật viên và chỉnh âm[47].
- Barry Sheffield – kỹ thuật viên của Trident Studios[47].
- Chris Thomas – sản xuất[47], mellotron trong "The Continuing Story of Bungalow Bill"[54], harpsichord trong "Piggies"[63], piano trong "Long, Long, Long"[64], hòa âm saxophone trong "Savoy Truffle" [65].